# Горња Градина
Горња Градина је насељено мјесто у општини Козарска Дубица, Република Српска, БиХ. Према попису становништва из 1991. у насељу је живјело 202 становника.

## Становништво
Према попису становништва из 1991. године, мјесто је имало 202 становника.
| Демографија | Демографија | Демографија |
| Година      | Становника  | Становника  |
| ----------- | ----------- | ----------- |
| 1948.       | 243         |             |
| 1953.       | 366         |             |
| 1961.       | 264         |             |
| 1971.       | 255         |             |
| 1981.       | 244         |             |
| 1991.       | 202         |             |